# Skałka (Neder-Silezië)
Skałka (Duits: Schalkau) is een dorp in de Poolse woiwodschap Neder-Silezië. De plaats maakt deel uit van de gemeente Kąty Wrocławskie en telt 217 inwoners.